# 2009 au Sahara occidental
Cet article présente les faits marquants de l'année 2009 au Sahara occidental.

## Évènements
- Mardi 14 avril 2009 : selon un rapport au Conseil de sécurité, le chef de l'ONU, Ban Ki-moon, estime que les conditions d'une reprise des pourparlers entre le Maroc et le Front Polisario sur l'avenir du Sahara occidental ne sont pas réunies tant leurs positions sont éloignées : « Comme il semblerait, au vu des consultations tenues jusqu'ici, que la situation ait peu évolué depuis le dernier cycle de négociations, il faudrait, pour qu'un cinquième cycle de pourparlers aboutisse, procéder à des préparatifs minutieux […] les positions des parties demeuraient très éloignées sur les moyens de parvenir à un règlement politique juste, durable et mutuellement acceptable prévoyant l'autodétermination du peuple du Sahara occidental  ». Estimant que la présence sur le terrain de la Minurso (Mission de l'ONU pour l'organisation d'un référendum au Sahara occidental) reste indispensable, il recommande au Conseil de proroger son mandat jusqu'au 30 avril 2010[1].

- Jeudi 30 avril 2009 : la France s'est opposée à ce que le Conseil de sécurité de l'ONU élargisse le mandat des casques bleus au Sahara occidental (Minurso) à la surveillance des droits de l'homme. L'ancienne colonie espagnole est aujourd'hui occupée par le Maroc, tandis que plusieurs dizaines de milliers de réfugiés sahraouis vivent dans des conditions précaires à Tindouf sous la houlette de l'Algérie. Adoptée à l'unanimité, la résolution 1871 maintient le statu quo.

- Vendredi 16 octobre 2009 : selon le Bureau des Affaires humanitaires de l'ONU, l'invasion de criquets pèlerins, qui sévit en Mauritanie depuis cet été et qui s'est propagée au Maroc et au Sahara occidental, pourrait s'étendre au reste de la région en cas de fortes pluies, les larves et les criquets commençant à se regrouper de façon inquiétante[2].